# Alice in den Städten
Alice in den Städten (traduït literalment al català "Alice a les ciutats") és una pel·lícula alemanya dirigida per Wim Wenders, estrenada el 1974. És la primera part de la trilogia de road movies de Wenders, que incloïa també The Wrong Move (1975) i Kings of the Road (1976). Alice in den Städten va ser rodada en blanc i negre per Robby Müller, amb unes quantes escenes llargues sense diàleg.

## Argument
Per un inesperat tomb del destí, la vida del periodista Philip Winter es troba de cop lligada a la d'Alice, una noia que busca per les ciutats d'Alemanya a la seva àvia, el nom i adreça de la qual no aconsegueix recordar. L'única pista que té la jove és una fotografia de la porta principal on viu l'àvia, amb cap número de casa i ningú que aparegui a la fotografia.
El tema de la pel·lícula és un presagi de l'obra posterior de Wenders París, Texas.

## Repartiment
- Rüdiger Vogler: Phil Winter
- Yella Rottländer: Alice
- Lisa Kreuzer: Mare d'Alice
- Sibylle Baier: La dona
- Edda Köchl: Angela, amiga a Nova York
- Ernest Boehm: editor
- Sam Presti: venedor de cotxes
- Lois Moran: auxiliar a l'aeroport
- Didi Petrikat: amiga a Frankfurt
- Hans Hirschmüller: oficial de policia
- Chuck Berry (cameo, no surt als crèdits)
- Wim Wenders (home al jukebox, no surt als crèdits)